# Theodor Wulf
Theodor Wulf (Hamm, 28 luglio 1868 – Hallenberg, 19 giugno 1946) è stato un fisico e gesuita tedesco.
Nel 1904 ottenne la cattedra in Fisica nella facoltà di Filosofia del collegio di S.Ignazio a Walkenburg (Olanda). Egli è noto per i suoi elettrometri di grande sensibilità, ma massima diffusione ha trovato l'elettroscopio di Wulf per il quale fu creata una serie di accessori ancora oggi disponibili dalla Leybold.